# Hendrik Petrus Berlage

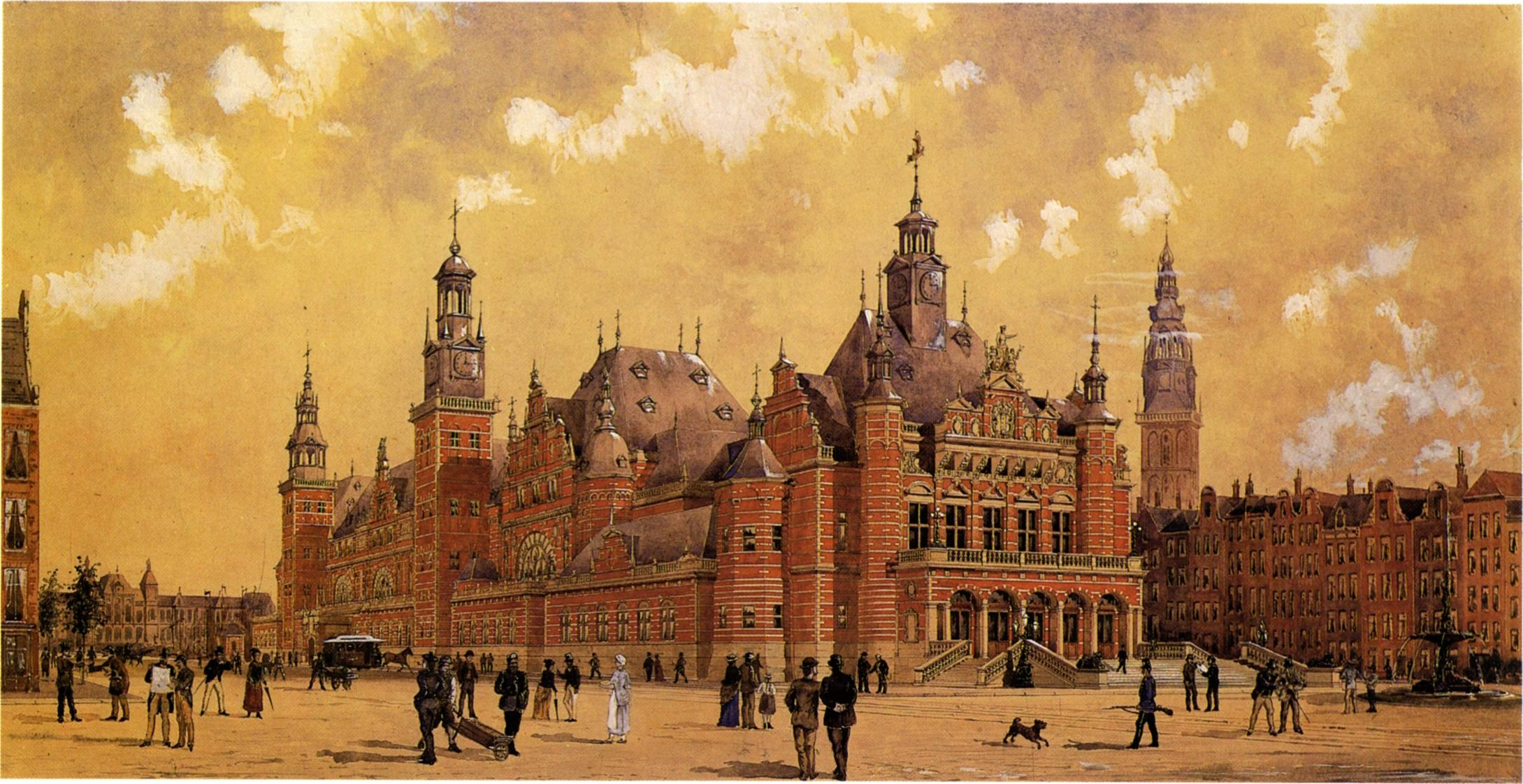
H.P. Berlage en Th. Sanders Prijsvraagontwerp voor een koopmansbeurs in Amsterdam, perspectief. 1885

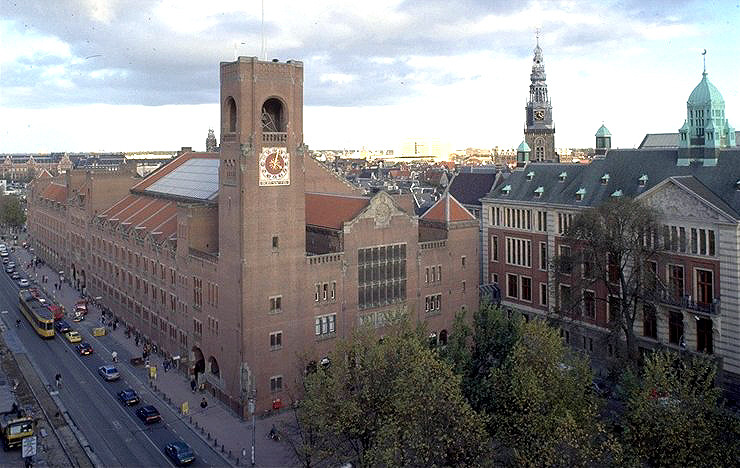
Beurs van Berlage, Amsterdam 1896-1903

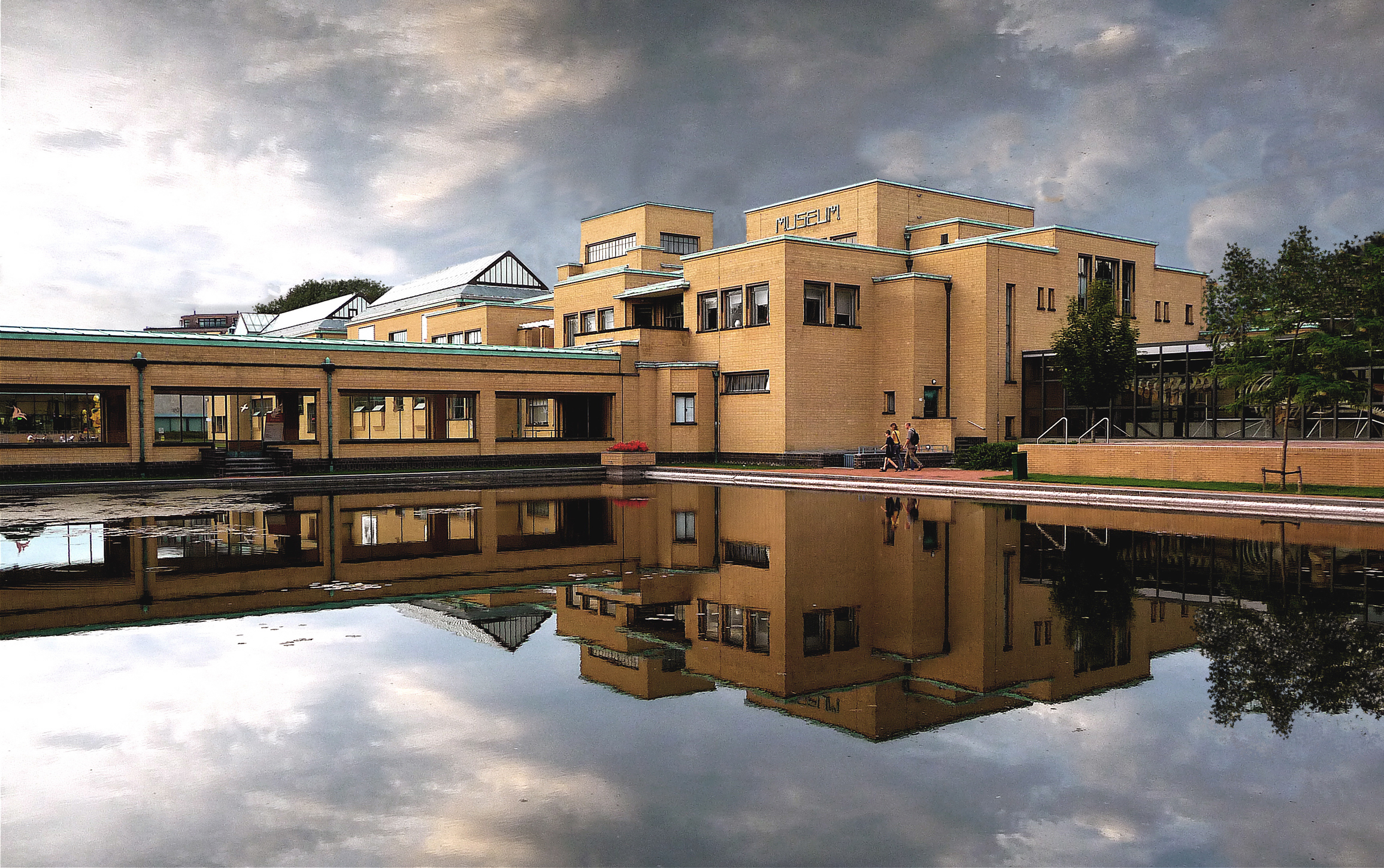
Kunstmuseum Den Haag

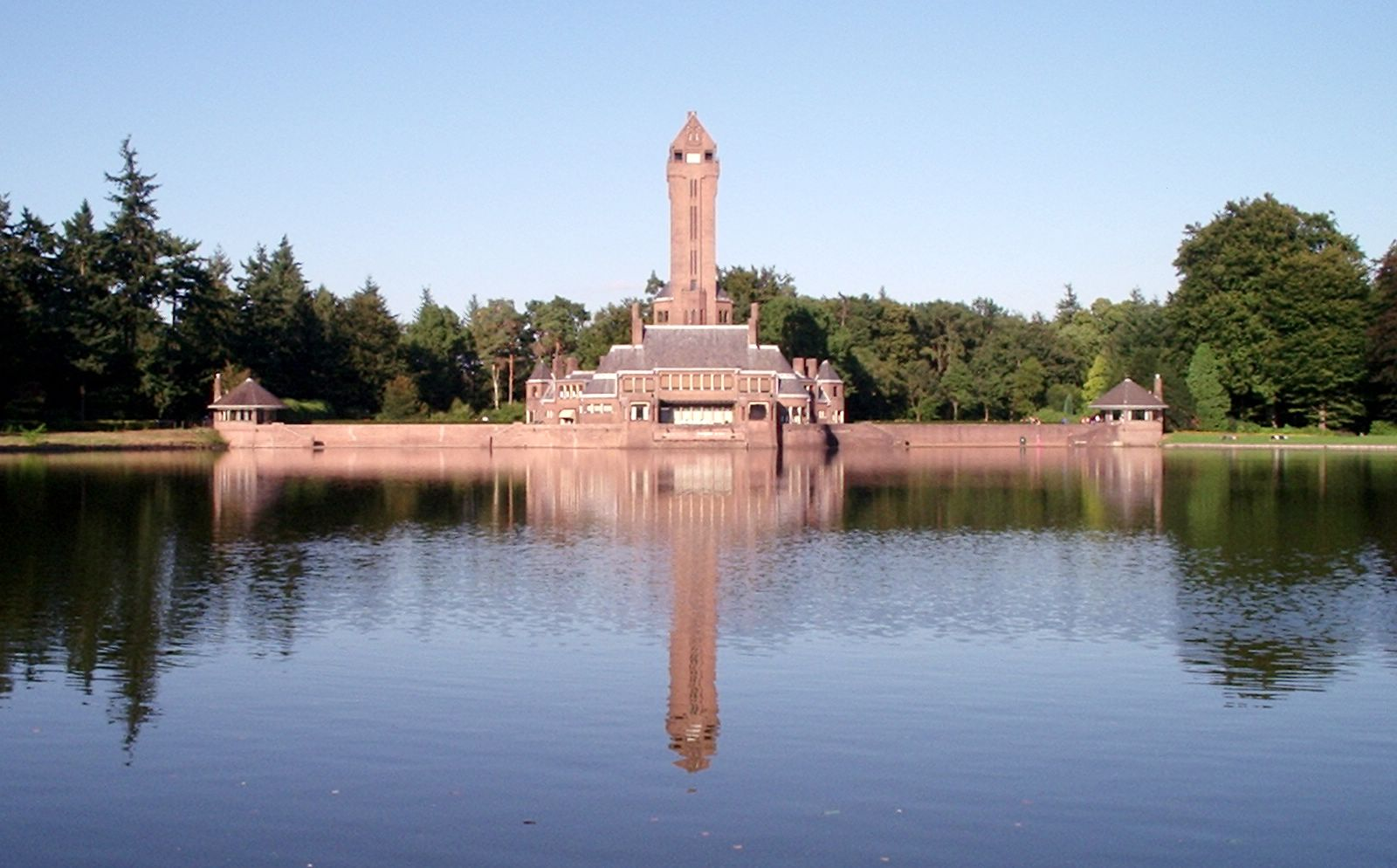
Hoenderloo - De Hoge Veluwe: Jachtslot St Hubertus

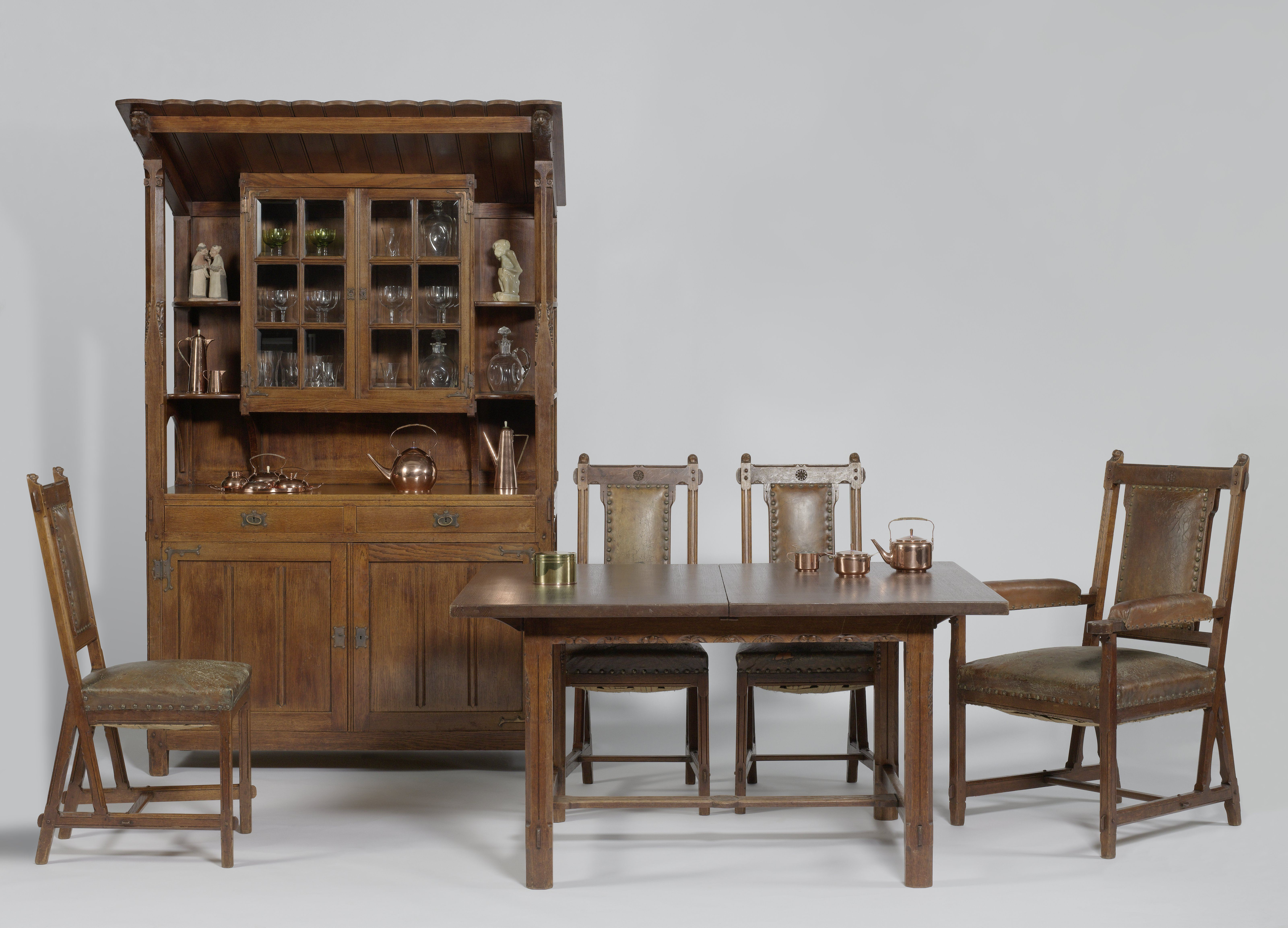
Eetkamerameublement van Berlage uitgevoerd door J.B. Hillen uit 1902, collectie Rijksmuseum

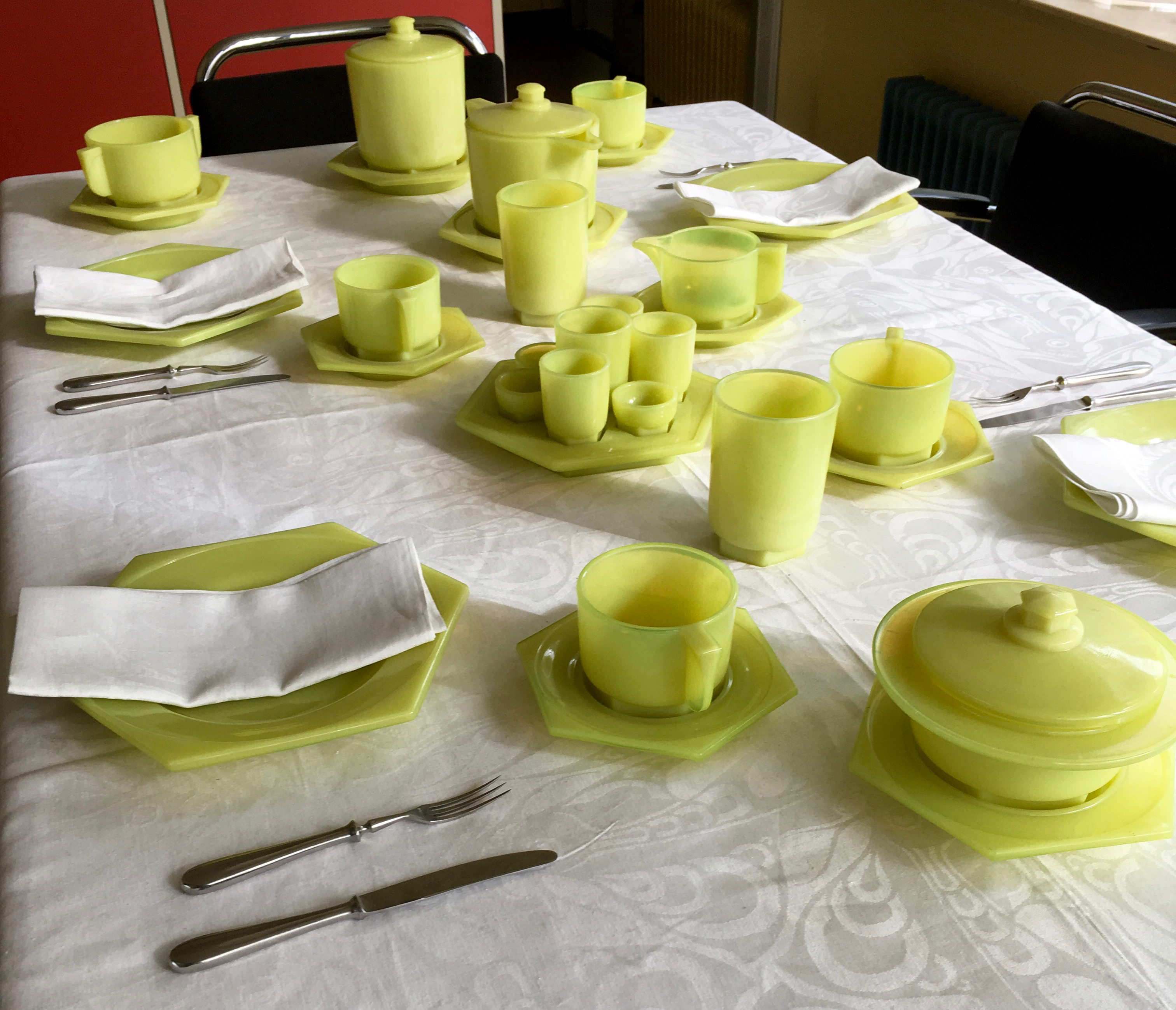
Servies ontworpen door Berlage en Piet Zwart

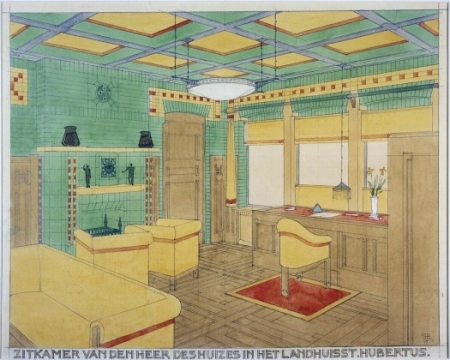
Interieurontwerp Sint-Hubertus

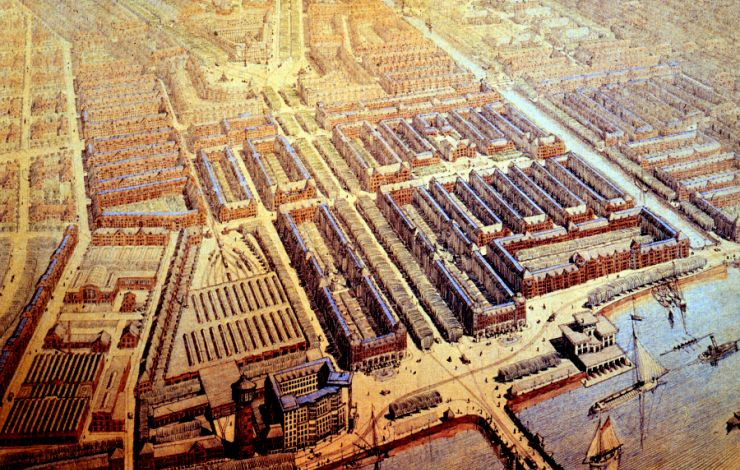
Plan Zuid

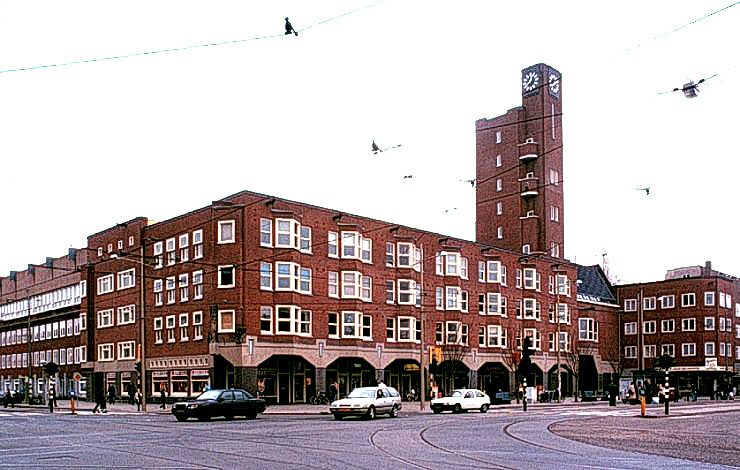
Mercatorplein met een van de twee door H.P. Berlage ontworpen torens.
Foto: bmz.amsterdam.nl

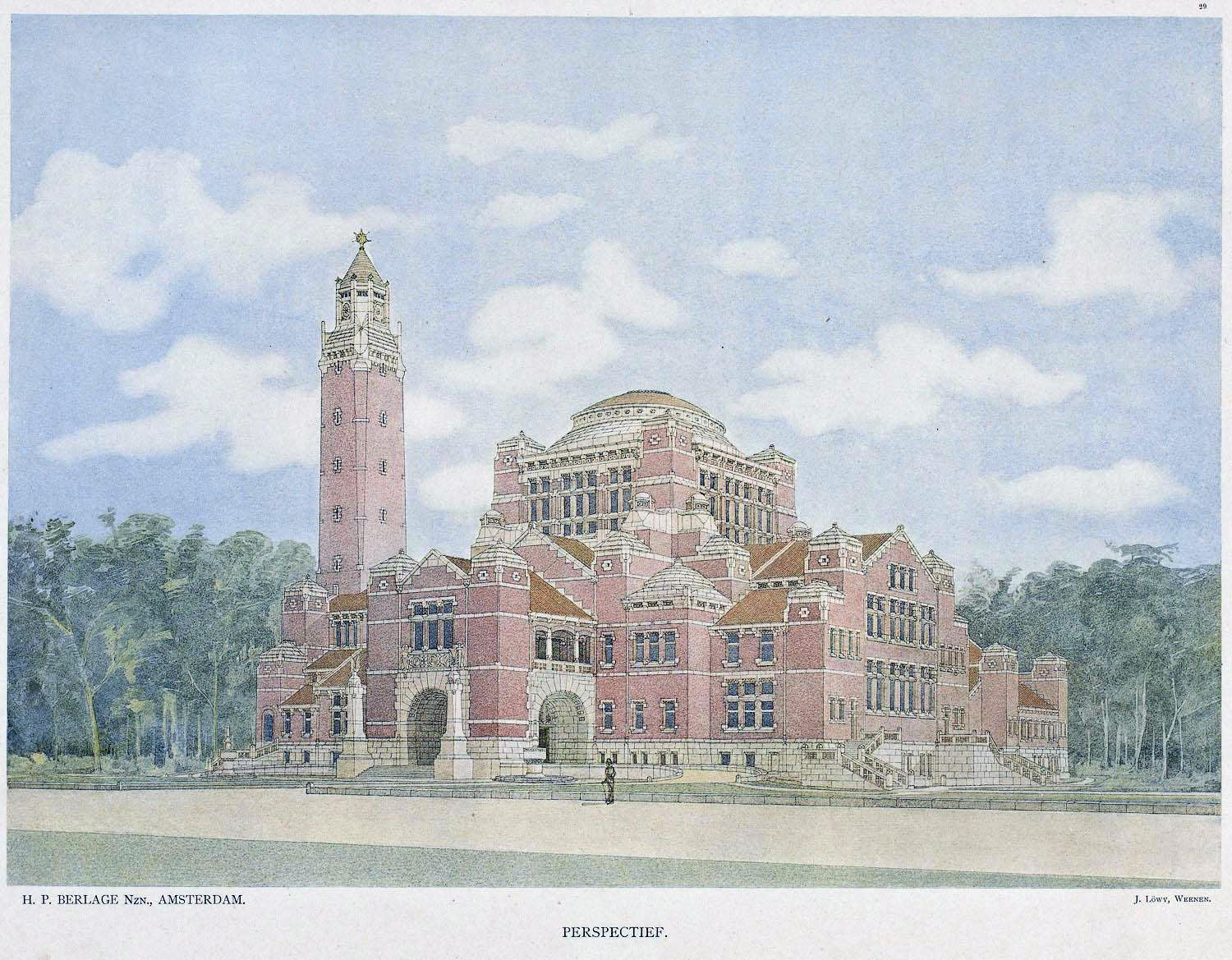
Niet uitgevoerd ontwerp voor de bouw van het Vredespaleis in Den Haag (1906)

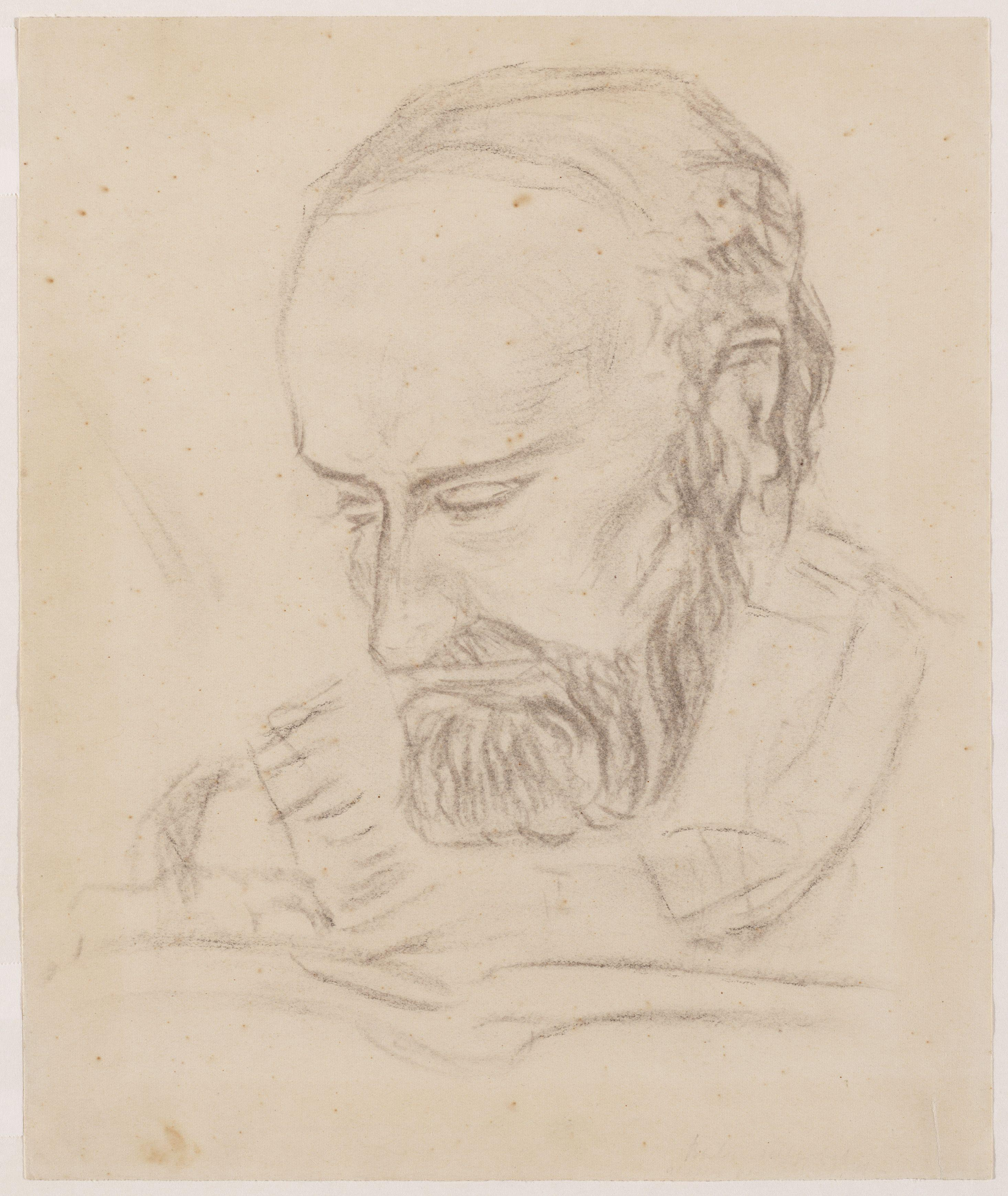
zelfportret ca 1925

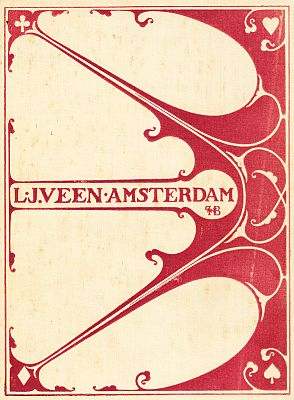
Achterzijde boekband van Hooge troeven van Louis Couperus (1896)

Hendrik Petrus (Hein) Berlage (Amsterdam, 21 februari 1856 – Den Haag, 12 augustus 1934) was een invloedrijk Nederlands architect, stedenbouwkundige, meubelontwerper, glasontwerper en tekenaar.

## Levensloop

#### Beginjaren
Berlage werd geboren aan de Keizersgracht in Amsterdam als kind van welgestelde, liberale ouders. Na zijn kinderjaren verhuisde hij met zijn familie naar Arnhem, waar hij de HBS bezocht. In deze periode overleed zijn moeder en hertrouwde zijn vader. Zijn schoolresultaten gingen achteruit, maar Berlage vond zijn weg uiteindelijk in de architectuur.
Hij studeerde van 1874 tot 1875 aan de Rijksakademie van Beeldende Kunsten in Amsterdam. Hierna volgde hij in 1875 een studie aan de Bauschule van het Eidgenössische Polytechnicum, sinds 1911 Eidgenössische Technische Hochschule Zürich(ETH) geheten, in Zürich, waar hij in aanraking kwam met de denkbeelden van de architecten Gottfried Semper en Eugène Viollet-le-Duc. In zijn klassieke bouwstijl zijn vooral de theorieën van Semper duidelijk aanwezig. Na zijn studie ging Berlage werken op het bureau van Th. Sanders, met wie hij zich in 1884 associeerde. Samen ontwierpen ze verschillende gebouwen in neorenaissancestijl.
Berlage trouwde op 28 juli 1887 met Marie Bienfait (Goor, 1864 - Den Haag, 1937). Het echtpaar kreeg vier kinderen: drie dochters en een zoon. In 1914 verhuisde het gezin van Amsterdam naar Den Haag en namen hun intrek in het door hemzelf ontworpen huis aan de Violenweg 14.

#### Zelfstandig architect
In 1889 ging Berlage zelfstandig werken. Aanvankelijk ontwierp hij voornamelijk in de toen gebruikelijke neostijlen (winkelpand Focke & Meltzer, Kalverstraat, Amsterdam), maar allengs begon hij te experimenteren in een mengvorm van rationalisme en jugendstil. Dit is vooral zichtbaar in de ontwerpen voor de verzekeringsmaatschappij De Nederlanden van 1845, waarvoor hij als huisarchitect werkte, bijvoorbeeld aan het Muntplein in Amsterdam. Deze gebouwen kondigen reeds Berlage's Beurs aan en zijn ook mede de reden geweest waarom wethouder Willem Treub Berlage naar voren schoof als de architect van de nieuwe Koopmansbeurs in Amsterdam. De stijl van Berlage gaf uiting aan het gedachtegoed dat Berlage en Treub deelden: het radicaal liberalisme, een politieke stroming die als voorloper van de sociaaldemocratie gezien kan worden. Berlage beschouwde zijn laatste werk, het Haags Gemeentemuseum, thans het Kunstmuseum Den Haag, als zijn beste. Hij heeft de afronding hiervan niet meer meegemaakt.

#### Rationalisme
Vanaf het einde van de 19e eeuw was het rationalisme een belangrijke architectuurstroming. Berlage ontwierp van daaruit de plattegrond van een gebouw, met vlakke bakstenen muren en gebruik van natuursteen ter accentuering van belangrijke punten. De Koopmansbeurs in Amsterdam is Berlage's belangrijkste werk uit deze periode (en van zijn gehele oeuvre) en wordt beschouwd als het begin van de moderne architectuur in Nederland. De stijl werd overgenomen door architecten als Tjeerd Kuipers, Willem Dudok en Alexander Kropholler, die zich er nog lang door lieten inspireren, ook nadat Berlage zelf allang andere wegen was ingeslagen. Het rationalisme kreeg te maken met een tegenbeweging in de vorm van de Amsterdamse School, waarvan de architecten ironisch genoeg een belangrijke rol speelden bij de invulling van Berlage's uitbreidingsplan voor Amsterdam, Plan Zuid.

#### Amerikaanse invloeden
Tijdens een bezoek aan de Verenigde Staten in 1911 raakte Berlage onder de indruk van het werk van Frank Lloyd Wright en andere belangrijke Amerikaanse architecten. Tot het einde van Berlage's carrière is deze Amerikaanse invloed in zijn werk duidelijk aanwezig. Hij wist diverse Nederlandse architecten te inspireren, zoals Jan Wils en Hendrik Wouda.

#### Politiek
Als mens was Berlage een socialist die vakmanschap, handwerk en de samenwerking tussen de ambachten hoog in het vaandel had staan.

#### Reis door Nederlands-Indië
In 1923 ondernam Berlage een reis door Nederlands-Indië, waarbij hij Sumatra, Java en Bali aandeed. Op Java gaf hij lezingen en bouwadviezen aan gemeenten. Aan de gemeente Batavia gaf hij advies over het bestaande verbeterings- en uitbreidingsplan van de stad. Twee van zijn in het toenmalige Indië ontwerpen van gebouwen, die hij tijdens zijn reis toen pas in werkelijkheid zag, zijn te vinden in Jakarta (toenmalig: Batavia), het Gedung (gebouw) De Nederlanden van 1845 uit 1913 voor de gelijknamige verzekeringsmaatschappij en het Gedung Singa (zo genoemd vanwege de twee stenen leeuwen bezijden de ingang van het gebouw), het Kantoor van de Algemeene Maatschappij van Levensverzekering en Lijfrente uit 1901 in Surabaya (toenmalig: Soerabaja). Hoewel beide gebouwen na de dekolonisatie decennia lang in vervallen staat verkeerden, groeide steeds meer het besef bij de Indonesiërs dat zij dit soort erfstukken uit het koloniale verleden moesten behouden en koesteren, waardoor heden ten dage het eerste gebouw weer in functionele staat verkeert en het tweede, waarvan alleen de voorgevel is gerestaureerd.
De reis door Indië maakte op hem grote indruk; ethische, filosofische, spirituele en architectonische aspecten kwamen daarbij in hem boven. Hij vervatte zijn ervaringen in zijn reisverslag, dat in 1931 als boek werd uitgebracht als: Mijn Indische Reis: gedachten over cultuur en kunst, waarin tussen de regels door zijn vooruitstrevende en antikoloniale gedachten waar te nemen zijn.

## Werken
Een van de kenmerkendste eigenschappen van Berlage's werk is dat al zijn ontwerpen zijn gebaseerd op het idee van het Gesamtkunstwerk, de synthese van de kunsten. Berlage ontwierp niet enkel gebouwen en stedebouwkundige plannen maar ook complete interieurs, dat hield in alles wat in een huis of bedrijfsgebouw stond ten dienste van de mens: tafels, bureaus, stoelen, banken, vloerkleden, betimmering, eetkamers, kasten, kachels, toilettafels, glazen, serviezen, glasplastieken, karaffen, bekers, asbakken, armaturen en klokken. Hij was ook een goed tekenaar. Hij tekende vooral als hij in het buitenland was voor een studiereis, vooral met potlood en houtskool. 
Een tafelklok van Berlage werd in 2020 voor 13750 euro verkocht tijdens het kunst- en antiekprogramma Van Onschatbare Waarde Een krijttekening van een pauw van Berlage die op de rommelmarkt voor 50 cent was gekocht, bracht in dit programma in 2024 € 1300 op.
Veel architectonisch en stedebouwkundig werk van Berlage bevinden zich in Amsterdam. Belangrijke projecten zijn het gebouw voor 'De Algemeene' (1893) op het Damrak (later C&A), het gebouw voor de Algemene Nederlandse Diamantbewerkers Bond de Burcht van Berlage (1900), de Beurs van Berlage (1903), het uitbreidingsplan Amsterdam-Zuid (Plan Zuid) (1917), het Mercatorplein (1925) en de Berlagebrug (1928).
Ook in Den Haag heeft hij veel gewerkt. Hier bouwde hij onder meer een tweetal gebouwen voor De Nederlanden van 1845 (Kerkplein en Groenhovenstraat), een woonhuis voor de directeur van de verzekeringsmaatschappij, Carel Henny en de woonwijk Laakkwartier. De Christian Science-kerk is het enige kerkgebouw van de hand van Berlage dat ooit werd gebouwd. In 1914 ontwierp Berlage, van 1913 tot september 1919 in dienst bij het echtpaar Kröller-Müller, het Jachthuis Sint-Hubertus en de boerderij 'De Schipborg' aan de Borgweg 66 in Schipborg in Drenthe. Het Jachthuis was het buitenhuis van de familie, gelegen in het Nationaal Park De Hoge Veluwe, en de boerderij was bestemd voor hun zoon. Berlage's laatste grote werk is het Gemeentemuseum Den Haag, het huidige Kunstmuseum, waarvan hij de voltooiing in 1935 zelf niet meer meemaakte.
Een ander werk is het voormalige gemeentehuis te Usquert, een van de twee uitgevoerde ontwerpen in de provincie Groningen, naast Villa Heymans aan de Ubbo Emmiussingel 108 in de stad Groningen, schuin tegenover het Station Groningen (hoofdstation). Voor bijna al zijn gebouwen ontwierp Berlage ook het meubilair, dit ook in de geest van het concept "Gesamtkunstwerk". In 1900 was Berlage betrokken bij de oprichting van 't Binnenhuis, een "verkooplokaal voor kunstnijverheid". Incidenteel was hij ook boekbandontwerper.
In 1899 ontwierp hij voor de Wereldtentoonstelling in Parijs van 1900 een beroemde acht meter lange kastenwand uitgevoerd in eikenhout waarvan het houtsnijwerk werd uitgevoerd door Kees Oosschot en die vervaardigd werd door het meubelbedrijf J.B. Hillen. De wand won de gouden medaille.. Van deze kastenwand is slechts één kast overgebleven die in het Kunstmuseum Den Haag staat. De andere kasten zijn voor zover bekend verloren gegaan. Ook het complete interieur van de toonzaal die destijds werd ingericht in een van de paviljoens is niet behouden.
Ook in het buitenland heeft Berlage sporen nagelaten. Het in 1903 naar zijn ontwerp gebouwde Niederländisches Haus in Leipzig is daar een voorbeeld van. In Surabaya is een gebouw voor verzekeringsmaatschappij "De Algemeene" gebouwd in 1900 en in Batavia in 1913 een gebouw voor verzekeringsmaatschappij "De Nederlanden van 1845"

## Vernoeming
Naar Berlage zijn vernoemd:
- De Beurs van Berlage, een gebouw aan het Damrak in Amsterdam waarin de beurs gevestigd was
- De Berlageblokken, drie woonblokken in de Amsterdamse Indische Buurt
- De Berlagebrug, een door Berlage ontworpen brug in Amsterdam over de Amstel
- De Berlagebrug, een door Berlage ontworpen brug in de tuinen van het Jachthuis Sint-Hubertus
- De Berlagebrug, een brug over het Eemskanaal in Groningen
- Het Berlagehuis, voormalig gemeentehuis in Usquert
- Het Berlage-huis, voormalig kantoor van de De Nederlanden van 1845 in Den Haag
- Het Berlage Lyceum, een tweetalige school in Amsterdam-Zuid
- Het Berlage Institute, een internationale architectenopleiding in Rotterdam
- De Berlage Villa of Villa Hoogerheide in Hilversum
- De Burcht van Berlage, vakbondsgebouw in Amsterdam
- Plein van Berlage in Utrecht langs de As van Berlage
- Zwemvereniging Berlage, een vrijwilligersvereniging voor zwemopleidingen in Amsterdam Noord
- Diverse andere straten in Nederland

## Werk in openbare collecties (selectie)
- Museum Boijmans Van Beuningen, Rotterdam[9]
- Rijksmuseum Amsterdam[10]
- Museum de Fundatie in Zwolle
- Kunstmuseum Den Haag

## Trivia
Berlage is een overgrootvader van de Nederlandse cabaretier en schrijver Vincent Bijlo.